# Полоцкое высшее пиарское училище
Полоцкое высшее пиарское училище (бел. Полацкае вышэйшае піярскае вучылішча) — учебное заведение католического ордена пиаров в Полоцке.

## История
Училище было открыто в 1822 году в Полоцке на материальной базе ликвидированной в 1820 году Полоцкой иезуитской академии. Согласно указу императора Александра I от 16 (28) августа 1822 года в Полоцк было переведено Витебское пиарское училище. От иезуитов Полоцкому высшему пиарскому училищу досталось уцелевшая часть библиотеки (более 24 тысяч томов), физический и минералогический кабинеты, музей, типография.
В конце 1822 года лекции по истории в Полоцком высшем пиарском училище читал польский историк Иоахим Лелевель. До 1823 года в училище действовал филиал тайной польской просветительской организации товарищество филоматов.
Попечитель Виленского учебного округа, идеолог польского национального возрождения, князь Адам Ежи Чарторыйский вынашивал планы преобразования Полоцкого училища в лицей с возможностью дальнейшей трансформации его в университет. Однако в 1824 году учебные заведения Витебской губернии отошли под юрисдикцию Санкт-Петербургского учебного округа.
В 1825—1826 годах с целью нейтрализации полонизационных тенденций по инициативе визитатора Санкт-Петербургского учебного округа профессора Санкт-Петербургского университета Осипа Ивановича Сенковского была проведена реформа Полоцкого высшего пиарского училища. Лекционная форма занятий была ликвидирована, в начальных классах преподавание переводилось на русский язык, учреждался контроль за деятельностью преподавателей.
Летом 1830 года училище было ликвидировано, а пиары переведены в Вильно. Оборудование учебных кабинетов и библиотека были вывезены из Полоцка. В продолжение следующих пяти лет здесь были открыты Полоцкий кадетский корпус и уездное училище.

## Организация и принципы обучения
Полоцкое высшее пиарское училище состояло из приходского училища, 4-классного уездного училища и 3-летних «курсов высших наук». Воспитание учащихся проводилось в «польском национальном духе». Обучение велось на польском языке по учебникам и программам, разработанным преподавателями Виленского университета. Данные программы не были адаптированы к российским общественно-политическим реалиям. Выпускники по окончании училища плохо владели русским языком, не знали российской законодательной и государственной системы, что делало их школьный багаж малопригодным для карьерного роста. История преподавалась с точки зрения великопольских интересов. Преподавателями поощрялось создание в среде студентов тайных антиправительственных организаций. Большинство преподавателей являлись выпускниками Виленского университета.
Вместо классно-урочной системы обучения в училище была введена лекционная, приближенная к университетской.
В уездном училище преподавались: закон Божий, польский, латинский, французский и немецкий языки, география, арифметика, основы геометрии, природоведение, физика, рисование.
«Курсы высших наук» разделялись на литературное и математическое отделения, где преподавались математика, опытная физика, гражданское право, латинский, греческий и польский языки, история, рисование, музыка, фехтование, танцы.
При училище действовал конвикт (интернат) на 40 человек.

## Известные преподаватели и выпускники
- Коссович, Каэтан Андреевич
- Лелевель, Иоахим
- Поклевский-Козелл, Альфонс Фомич
- Хруцкий, Иван Фомич